# Lilia Mejri
Pour les articles homonymes, voir Mejri.
Lilia Mejri, née le 13 août 1997, est une lutteuse tunisienne.

## Carrière
Lilia Mejri est médaillée de bronze dans la catégorie des moins de 63 kg aux championnats d'Afrique 2017 à Marrakech et médaillée d'argent dans la catégorie des moins de 62 kg aux championnats d'Afrique 2018 à Port Harcourt.

## Palmarès
| Année | Compétition                    | Lieu          | Résultat | Catégorie |
| ----- | ------------------------------ | ------------- | -------- | --------- |
| 2016  | Championnats d'Afrique juniors | Alger         | 1re      | - 63 kg   |
| 2017  | Championnats d'Afrique juniors | Marrakech     | 1re      | - 63 kg   |
| 2017  | Championnats d'Afrique         | Marrakech     | 3e       | - 63 kg   |
| 2017  | Championnats du monde juniors  | Tampere       | 12e      | - 63 kg   |
| 2018  | Championnats d'Afrique         | Port Harcourt | 2e       | - 62 kg   |
| 2019  | Championnats d'Afrique         | Hammamet      | 3e       | - 68 kg   |
| 2020  | Championnats d'Afrique         | Alger         | 3e       | - 65 kg   |